# Buddha Air
Pour les articles homonymes, voir Bouddha (homonymie) et BHA.

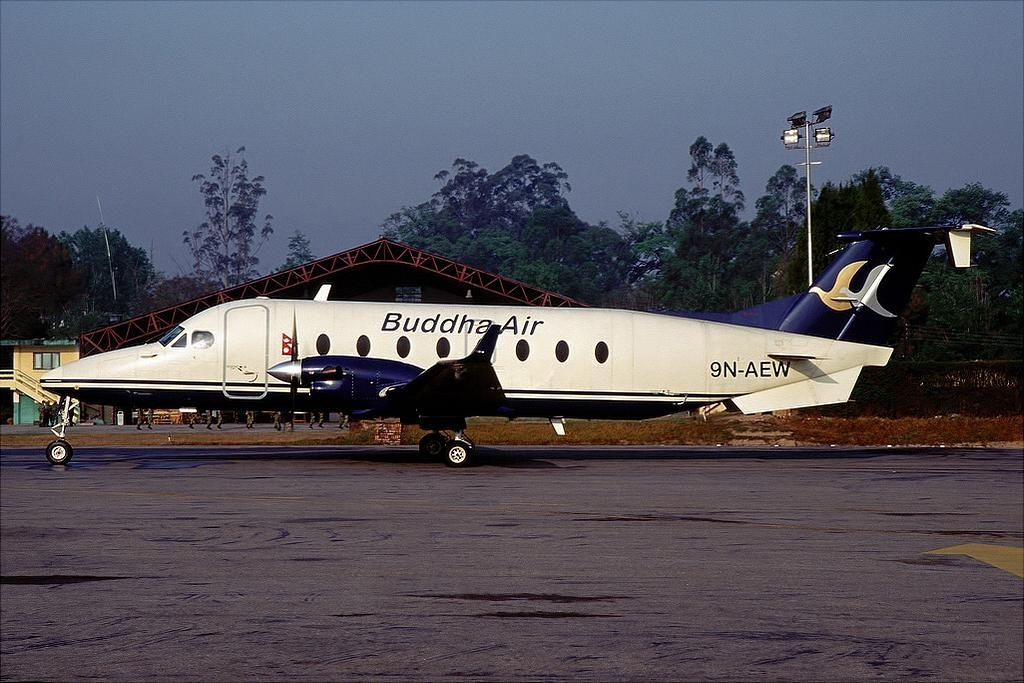
Un Beechcraft 1900D de Buddha Air à l'aéroport international Tribhuvan en 2001

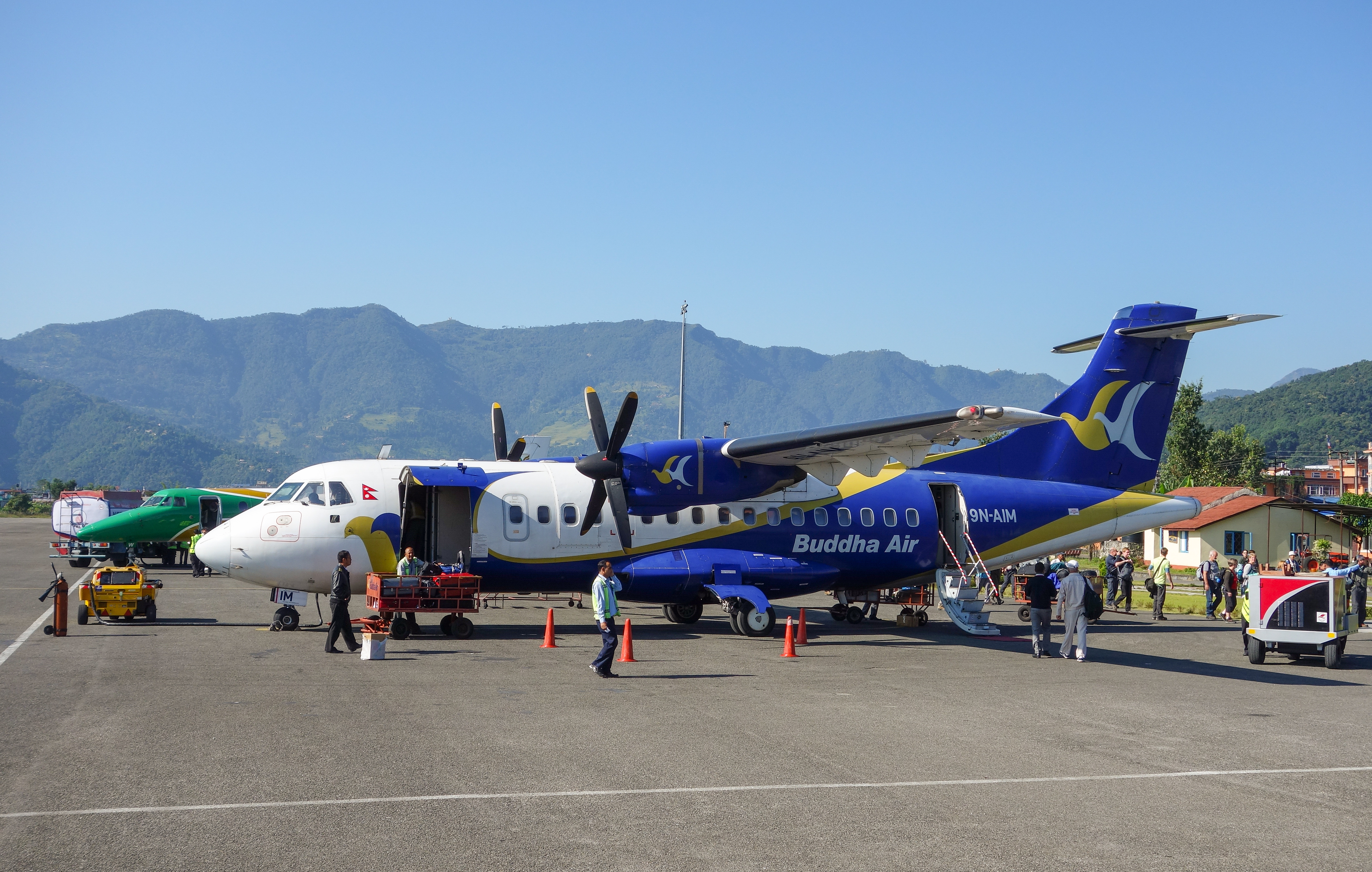
Un ATR 42-300 de Buddha Air à l'aéroport de Pokhara en 2014

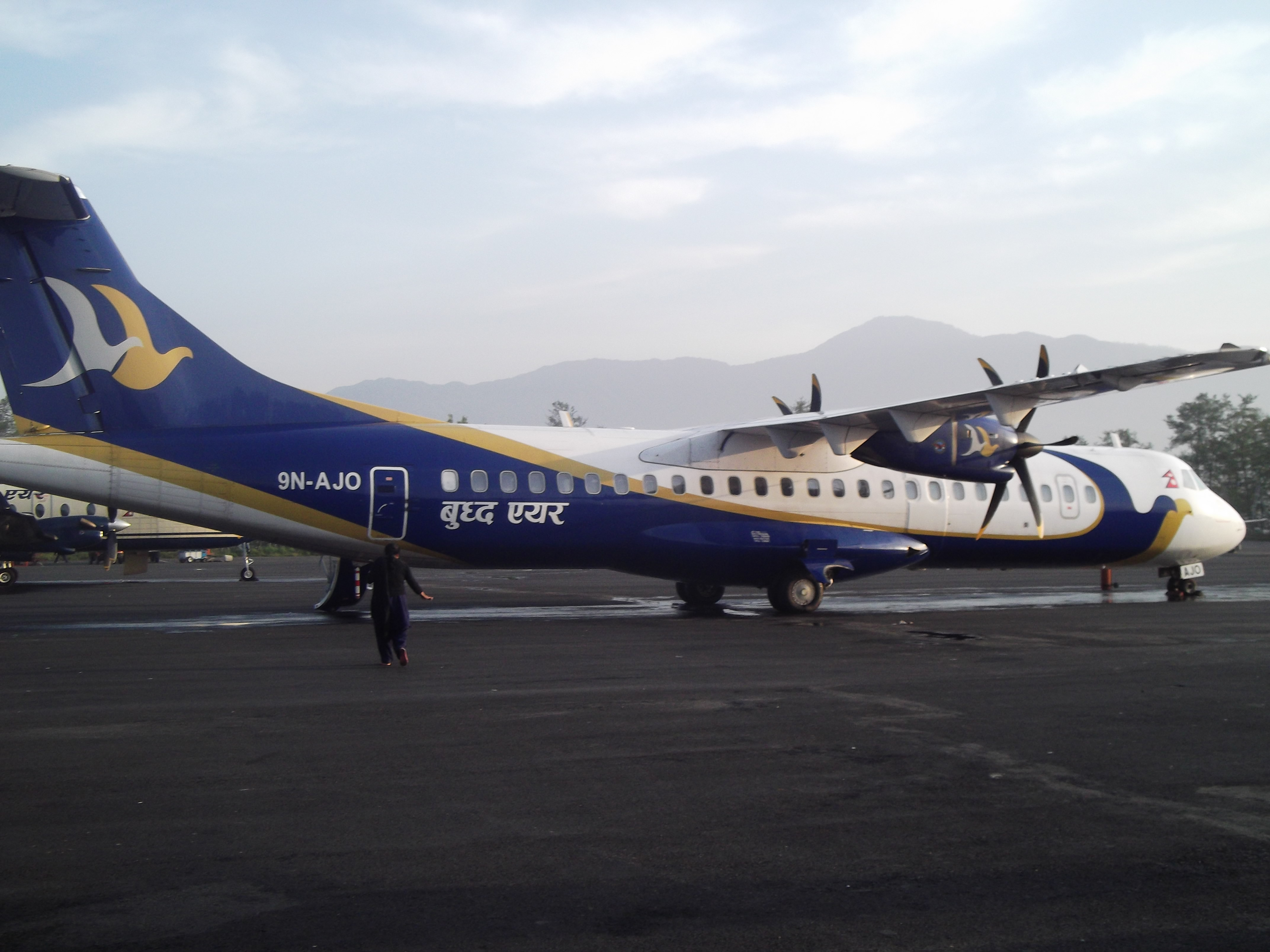
Un ATR 72-500 de Buddha Air en 2012

Buddha Air (code AITA : U4 ; code OACI : BHA) est une compagnie aérienne intérieure népalaise.
La compagnie figure sur la liste des transporteurs aériens interdits dans l'Union européenne.

## Information relative à la compagnie
La compagnie a été fondée le 23 avril 1996, au Népal. Le premier vol s'est effectué le 11 octobre 1997 avec un Beechcraft 1900D neuf.
Après 12 ans de services, 100 000 heures de vol, et plus de 3 millions de passagers transportés vers neuf destinations, Bouddha Air est aujourd'hui une des plus grandes compagnies aériennes du Népal, qui emploie près de 500 professionnels expérimentés. Elle possède les avions les plus neufs, vis-à-vis des compagnies aériennes népalaises. Sa politique de n'acheter que des avions neufs contribue à son objectif principal : la sécurité des passagers. Dans cet objectif, la compagnie s'efforce d'obtenir des équipements nouveaux et d'en équiper les appareils.
Le siège de la société se trouve à Jawalakhel, Lalitpur alors qu'il y a deux bureaux de vente dans les endroits les plus commodes dans la vallée de Katmandou.
Buddha Air a un bon dossier de sécurité et de fiabilité, qui lui a valu l'attribution de nombreux prix, dont le plus haut prix de sécurité attribué par le ministère du Tourisme et de l'aviation civile népalaise.

## Emplois et matériels
La compagnie emploie [Quand ?] près de 500 personnes dont 41 pilotes, 31 personnels navigants commerciaux, 18 ingénieurs et 31 techniciens qualifiés.
Elle possède également six autobus transportant des passagers depuis le terminal vers le tarmac, onze camionnettes pour les pilotes et membres d'équipage, une jeep et deux tracteurs pour l'entretien.
La flotte quant à elle est composée de 3 Beechcraft 1900D, 3 ATR 42-320 et 4 ATR 72-500.

## Destination
La compagnie dessert neuf destinations népalaises que voici :
- Katmandou, capitale népalaise et seule ville ayant des contacts avec des vols internationaux
- Bhadrapur (en), ville du sud-est du Népal
- Bhairahawa, ville située dans les plaines du sud-est du pays
- Biratnagar, plus grande ville industrielle
- Bharatpur, au centre du Népal
- Dhangadhi, une des principales plaques tournantes de l'ouest du Népal
- Pokhara
- Simara (en)
- Nepalgunj
- Janakpur

## Accidents
Le 25 septembre 2011, un Beechcraft 1900 de la compagnie, assurant le vol 103 s'écrase au Népal. Il n'y a pas de survivants sur les 19 personnes à bord. C'est le premier accident majeur de la compagnie.